# Potentilla fruticosa

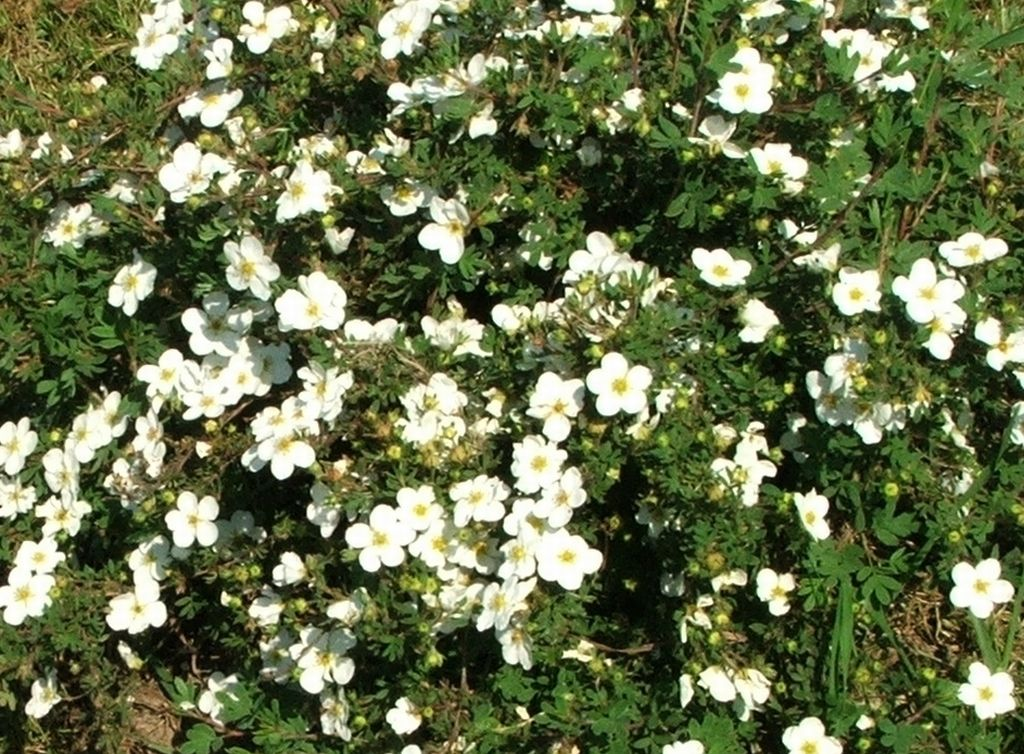
Flores.

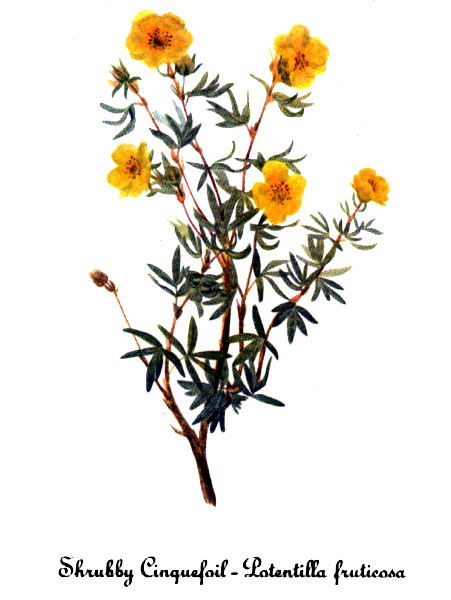
Ilustración

El cincoenrama leñoso (Potentilla fruticosa) es una especie de planta herbácea perenne perteneciente a la familia Rosaceae.

## Descripción
Arbusto erecto, muy ramificado, de 20-100 cm de altura. Corteza de color rojo pardusco, se desprende en fragmentos alargados. Hojas vegetativas cortamente pecioladas, con 3-5 folíolos, coriáceas; folíolos sentados, lanceolados alargados, adelgazados en forma de cuña en la base, obtusos en la parte superior, con bordes enteros, de color verde oscuro, por el haz, algo más claros y densamente pilosos por el envés.
Flores terminales, solitarias o en grupos reducidos en las ramas foliadas. Pedúnculo foliar piloso. Sépalos de unos 8 mm de largo, ovados anchos, con cáliz externo adicional de forma lanceolada estrecha. Pétalos más largos que los sépalos, de hasta 12 mm de largo, redondeados, más anchos que largos, de color amarillo dorado por la cara superior, de color amarillo mate por la inferior. Con unos 25 estambres. Receptáculo floral en forma cónica. Numerosas núculas, generalmente pilosas.

## Distribución y hábitat
Desde los Pirineos, hasta Gran Bretaña, Islandia y Suecia meridional, por el este hasta Rusia y Bulgaria. En España en puntos muy localizados de los Pirineos y cordillera Cantábrica. Vive en laderas rocosas, bosques claros, orillas de los ríos, turberas. Desde 1900 m hasta 2300. Suele ser cultivado como arbusto ornamental, asilvestrado en algunos lugares.

## Taxonomía
Potentilla fruticosa fue descrita por Hook.f. y publicado en The Flora of British India; 1878 347 1878.
Citología
Número de cromosomas de Potentilla fruticosa (Fam. Rosaceae) y táxones infraespecíficos: 2n=14
Etimología
Potentílla: nombre genérico que deriva del latín postclásico potentilla, -ae de potens, -entis, potente, poderoso, que tiene poder; latín -illa, -illae, sufijo de diminutivo–. Alude a las poderosas presuntas propiedades tónicas y astringentes de esta planta. 
fruticosa: epíteto latíno que significa "arbustiva".

## Nombre común
- Castellano: cincoenrama leñosa, té de Siberia.[4]